# Епархия Веракруса
Епархия Веракруса (лат. Dioecesis Verae Crucis) — епархия Римско-католической церкви с центром в городе Веракрус, Мексика. Епархия Веракруса входит в митрополию Халапы. Кафедральным собором епархии Веракруса является церковь Успения Пресвятой Девы Марии.

## История
9 июня 1962 года Римский папа Иоанн XXIII издал буллу Populorum bono, которой учредил епархию Веракруса, выделив её из епархий Сан-Андрес-Тустлы и Веракрус-Халапы (сегодня - архиепархия Халапы).

## Ординарии епархии
- епископ José Guadalupe Padilla Lozano (1963 – 2000);
- епископ Luis Gabriel Cuara Méndez (2000 – 2005);
- епископ Luis Felipe Gallardo Martín del Campo (2006 – по настоящее время).

## Источник
- Annuario Pontificio, Libreria Editrice Vaticana, Città del Vaticano, 2003, ISBN 88-209-7422-3
- Bolla Populorum bono, AAS 55 (1963), стр. 699  (лат.)